# Kanton Nyons
Der Kanton Nyons war bis 2015 ein französischer Wahlkreis im Arrondissement Nyons, im Département Drôme und in der Region Rhône-Alpes. Er umfasste 18 Gemeinden, Hauptort war Nyons.

## Gemeinden
- Arpavon
- Aubres
- Châteauneuf-de-Bordette
- Chaudebonne
- Condorcet
- Curnier
- Eyroles
- Les Pilles
- Mirabel-aux-Baronnies
- Montaulieu
- Nyons
- Piégon
- Saint-Ferréol-Trente-Pas
- Saint-Maurice-sur-Eygues
- Sainte-Jalle
- Valouse
- Venterol
- Vinsobres